# Werner Pflugbeil

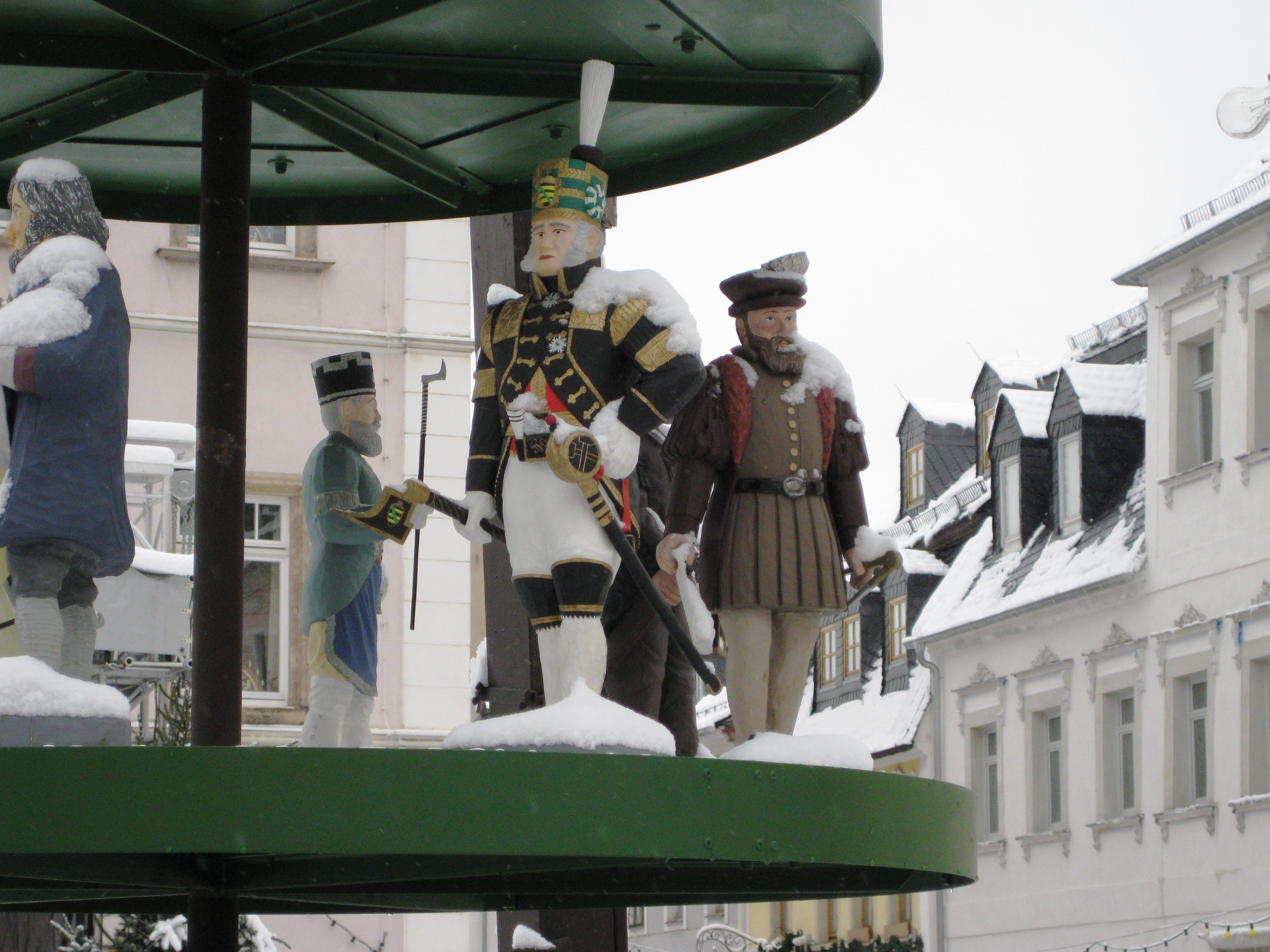
Ortspyramide Schneeberg

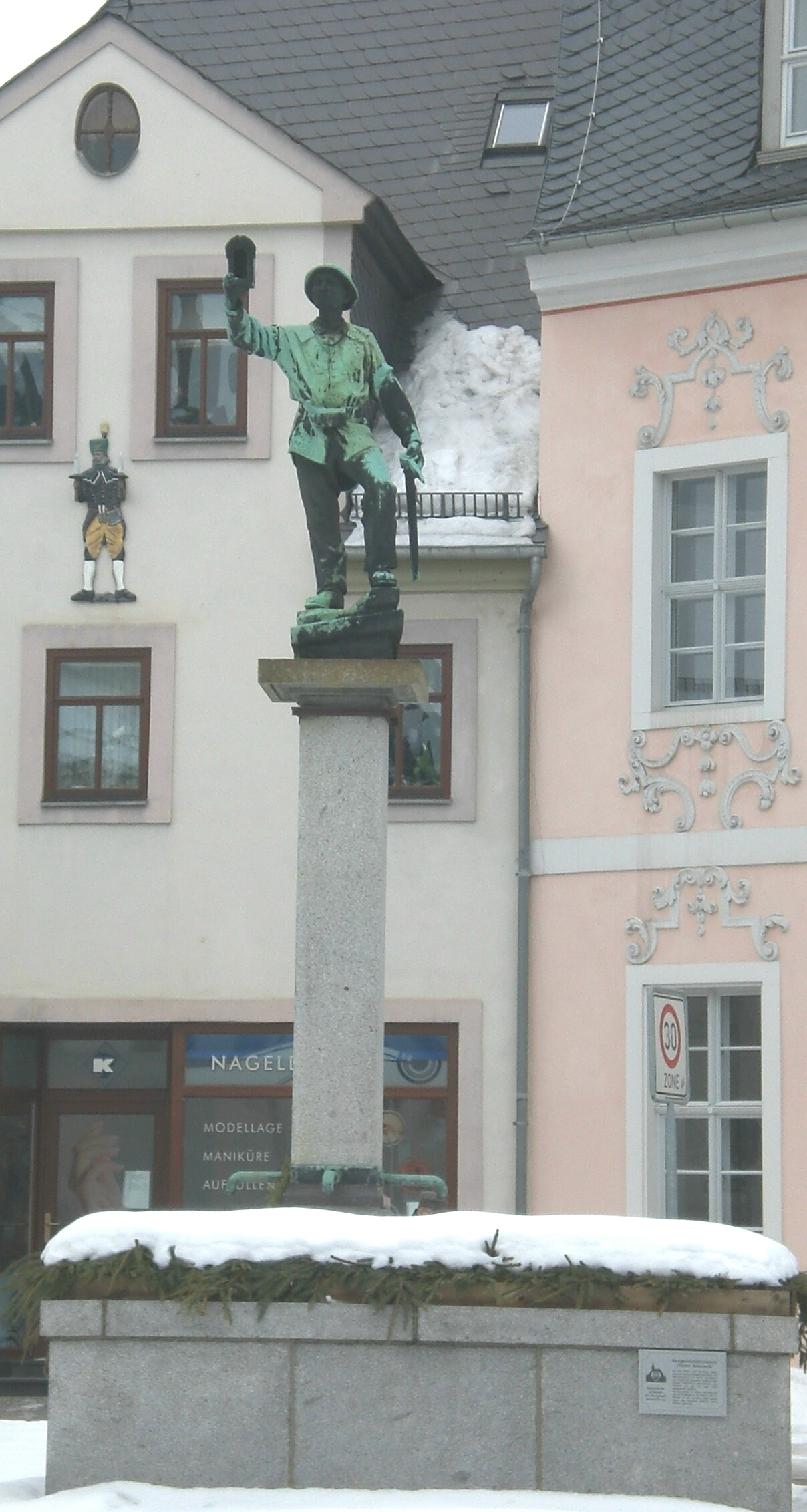
Bergmannsbrunnen „Neuer Anbruch“

Werner Pflugbeil (* 2. Juli 1925; † 8. November 1975 in Schneeberg (Erzgebirge)) war ein deutscher Ethnograph und Volkskünstler aus dem Erzgebirge.

## Leben
Nach mehrjähriger Tätigkeit ab 1947 als Bergmann, Markscheider und von 1948 bis 1953 als Zimmerling unter Tage für die SDAG Wismut übernahm er am 1. Januar 1954 auf Empfehlung des damaligen Leiters des Staatlichen Museums für Volkskunst in Dresden, Reinhold Langner, die Leitung des Museums für bergmännische Volkskunst in Schneeberg und dessen inhaltliche Neuausrichtung. Er entwickelte das Museum zu einem Sammlungszentrum von erzgebirgischer Schnitzkunst. Werner Pflugbeil organisierte in Verbindung mit den Schneeberger Natur- und Heimatfreunden und dem Kulturbund der DDR unzählige Ausstellungen und trug wesentlich zur Pflege der erzgebirgischen Brauchtums, vor allem der langjährigen bergmännischen Traditionen in Schneeberg bei. Darüber hinaus arbeitete eng mit den Schulen seiner Heimatstadt zusammen, um bereits den Schülern im jugendlichen Alter einen Zugang zur Heimatkunde zu eröffnen.
Bereits als Jugendlicher schnitzte er in seiner Freizeit, nachdem er Grundkenntnisse bei den Schnitzmeistern Joseph Grippner und Gustav Rössel erworben hatte. 1953 übernahm Pflugbeil die Leitung der Schnitzerfachgruppe „Schlägel und Eisen“ in Schneeberg und zusätzlich ab 1959 die Leitung des Pionierschnitzzirkels. Unter seiner Mitwirkung entstand die Schneeberger Weihnachtspyramide und die Neugestaltung des 1935 errichteten Bergmannsbrunnens „Neuer Anbruch“. Ihm ist u. a. auch die Bereicherung des Museums durch den bekannten Schneeberger Heimatberg zu verdanken, der noch heute seinen angestammten Platz im oberen Stockwerk des Gebäudes hat. Eine Zweitfassung dieses Heimatberges befindet sich im Museum für Volkskunst in Dresden.
Im Alter von 40 Jahren nahm er ein Fernstudium auf, das er 1970 als Diplom-Ethnograph abschloss. Kurz nach seinem 50. Geburtstag starb er an einem Herzleiden.

## Schriften (Auswahl)
- Vereine in Schneeberg als Träger bergmännischen Brauchtums und die Weiterführung der Tradition in der Gegenwart. Ein Beitrag zur Volkskunde des Vereinswesens, 1970.
- Bräuche der Bergleute in Schneeberg. In: Sächsische Heimatblätter, 16 (1970), S. 251–257.
- Hermann Frank 90 Jahre. In: Der Heimatfreund für das Erzgebirge, 16 (1971), S. 267.
- (mit Christoph Georgi): Erzgebirgische Schnitzarbeiten, Schneeberg 1972.
- Führer durch das Museum für bergmännische Volkskunst und Heimatgeschichte, 1972.
- Zur geschichtlichen Entwicklung der bergmännischen Holzschnitzerei im Erzgebirge, in: Sächsische Heimatblätter, Heft 1/1972, S. 5–11.
- Zur Geologie, zum Bergbau und zu seiner Nachfolgeindustrie von Schneeberg. In: Der Heimatfreund für das Erzgebirge, 19 (1974), 6, S. 129–135.
- Beiträge im Schneeberger Heimatbüchlein.